# Luisa Posada Kubissa
María Luisa Posada Kubissa (Madrid, 12 de junio de 1957) es una filósofa, escritora y teórica feminista española. Profesora titular de Teoría del Conocimiento, Estética e Historia del pensamiento de la facultad de Filosofía de la Universidad Complutense de Madrid.

## Trayectoria
Estudió Filosofía en la Universidad Autónoma de Madrid. En 1989 leyó su tesis doctoral sobre “Los sentidos de lo inteligible y lo sensible en Kant”, que fue calificada de apto cum laude.
Desde 2009 es profesora titular en la Universidad Complutense de Madrid, en el departamento de Filosofía IV, donde ejerce la docencia desde 1997 y ha impartido, entre otras, las asignaturas de Teoría y Crítica Feministas y Teoría del Conocimiento. Es también miembro del Consejo del Instituto de Investigaciones Feministas de la Universidad Complutense de Madrid desde 1991.
Formó parte del seminario permanente sobre Feminismo e Ilustración, bajo la dirección de la filósofa Celia Amorós desde 1989 hasta su extinción. Participó en el proyecto de investigación sobre Feminismo, proyecto ilustrado y postmodernidad, dirigido también por Celia Amorós de 1997 hasta el año 2000, entre otros proyectos de investigación en los que ha participado.
Junto con Amorós coordinó el curso Historia de la teoría feminista del Instituto de Investigaciones de la Universidad Complutense de Madrid durante los cursos 1998/1999 y 1999/2000. Colaboró en el diseño del curso de experto Intervención social ante la violencia contra las mujeres, del Instituto de Investigaciones Feministas de la Universidad Complutense de Madrid, subvencionado por la Comunidad Autónoma de Madrid, y del que es docente desde su implantación en el curso 2000/2001
Ha sido directora del Título Propio de la UCM Máster en Feminismo y Género (2005-2008), así como experta en el Observatorio Estatal de Violencia sobre la Mujer desde el 2004 al 2009. Entre sus actividades en el ámbito de la teoría feminista, destacaremos que en la actualidad imparte docencia en el Máster en Estudios Feministas y en el Programa de Doctorado de Estudios Feministas y de género, ambos de la UCM.

## Pensamiento
Posada defiende que el sujeto político prioritario del feminismo son las mujeres.

Por mujer entiendo el referente que ha padecido la opresión y la exclusión patriarcales. A partir de ahí, defiendo, pese a las críticas que he tenido por todas partes, que las luchas identitarias contra lo que llaman el heteropatriarcado se tienen que aliar con el feminismo en su interés común. Pero una cosa es que se alíen y otra es disolver el sujeto político del feminismo en esas luchas.

Considera que la Cuarta ola del feminismo está girando fundamentalmente sobre la violencia sexual y reclama la conciencia crítica de las jóvenes que se están levantando contra esta violencia.

Tenemos claro que es una violencia que se estructura en un sistema de desigualdad que es el patriarcal, un sistema de dominación que se está convirtiendo hoy en día en un nuevo paradigma de patriarcado. Y es lo que yo llamaría patriarcado violento, que se expresa de muchas formas: violencia física, acoso, maltrato, pornografía, prostitución, trata… La cuarta ola sería la rebelión contra esa violencia. En el “cómo” de este movimiento, se está generando una nueva reclamación de igualdad que ya no es solo la política y social –que desde luego lo es– sino también la igualdad económica. El feminismo hoy, sobre todo el de las jóvenes, es anticapitalista, porque se trata de reclamar la igualdad en su sentido profundo político, social y económico.

En 2019 publica ¿Quién hay en el espejo? Lo femenino en la filosofía contemporánea un libro de diálogo filosófico con el pensamiento de nombres clave como Chantal Mouffe -lo inserta en otros movimientos sociales de resistencia- Rita Laura Segato, pensadoras a las que considera feministas pero que utilizan el feminismo de manera subsidiaria. También hace una relectura de Hannah Arendt, de Michel Foucault, de Pierre Bourdieu, de Sarah Kofman, quienes ofrecen herramientas según Posada para el análisis. Posada cuestiona las posiciones "nada conciliables con un proyecto feminista"  como en el caso de Jacques Derrida, Gilles Lipovetsky o Paul B. Preciado. "Las tesis de Preciado en el “Manifiesto contrasexual” y el “Testo yonki” son otra teorización que no ayuda a la reivindicación feminista" - considera Posada.

## Publicaciones
Libros
- 2019: ¿Quién hay en el espejo? Lo femenino en la filosofía contemporánea. Ediciones Cátedra. ISBN 978-84-376-3993-2

- 1995: (Traducción del alemán) Filosofía de damas y moral masculina. Del Abad de Gérard al Marqués de Sade. Un ensayo sobre la razón ingeniosa, de Ursula Pia Jauch
- 1998: Sexo y esencia. De esencialismos encubiertos y esencialismos heredados. Editorial horas y horas
- 2000: Celia Amorós. Ediciones del Orto
- 2007: Celia Amorós y Luisa Posada Kubissa (eds.) Feminismo y Multiculturalismo. Instituto de la mujer
- 2008: Razón y conocimiento en Kant. Biblioteca Nueva. Madrid
- 2010: Luisa Posada Kubissa y Maríán López Fdez.Cao (eds.) Pensar con Celia Amorós, Editorial Fundamentos
- 2012: Sexo, vindicación y pensamiento. Huerga & Fierro
- 2015: Filosofía, crítica y (re)flexiones feministas, Editorial Fundamentos

Colaboraciones en obras colectivas
- 1998: “Feminismo, igualdad y discurso contemporáneo. (A 150 años de Séneca Falls)”, en Concha Fagoaga (ed.) 1898-1998 Un siglo avanzando hacia la igualdad de las mujeres. Dirección General de la Mujer-CAM
- 1992: “Kant: de la dualidad teórica a la desigualdad práctica”, en Celia Amorós (ed.) 1988-1992: actas del seminario permanente. Instituto de Investigaciones Feministas Feminismo e ilustración
- 1995: “Pactos entre mujeres”,  en Celia Amorós (directora) 10 palabras clave sobre mujer. Editorial Verbo Divino[4]
- 2000: “Teoría feminista y construcción de la subjetividad”, en  Almudena Hernando (ed.) La construcción de la subjetividad femenina. Instituto de Investigaciones Feministas UCM-Asociación cultural Al-Mudaina
- 2000: “De discursos estéticos, sustituciones categoriales y otras operaciones simbólicas: en torno a la filosofía del feminismo de la diferencia”, en Celia Amorós (ed.) Feminismo y filosofía. Editorial Síntesis
- 2002: “Las Hijas Deben Ser Siempre Sumisas. Discurso patriarcal y violencia contra las Mujeres”, en Violencia de género y sociedad: una cuestión de poder, Madrid, Ayuntamiento de Madrid.
- 2002: Prólogo, en Lidia Cirillo (aut.) Mejor huérfanas. Por una crítica feminista al pensamiento de la diferencia. Anthropos Editorial
- 2004: “The Growing Presence of Feminist Theory in Spain”, en Elisabeth de Sotelo (ed.) New woman of Spain. Munster: Lit Verlag
- 2005: “La diferencia sexual como diferencia esencial: sobre Luce Irigaray” en Celia Amorós y Ana de Miguel (eds.) Teoría feminista: de la ilustración a la globalización, Vol.2. Editorial Minerva.
- 2005: “El pensamiento de la diferencia sexual: el feminismo italiano. Luisa Muraro y El orden simbólico de la madre”, en Celia Amorós y Ana de Miguel (eds.)  Teoría feminista: de la ilustración a la globalización, Vol.2. Editorial Minerva.
- 2006: “Sobre multiculturalismo y feminismo: diferencia cultural y universalidad”, en Rosa Cobo Bedía (ed.) Interculturalidad, feminismo y educación.  Catarata, Ministerio de educación y ciencia. Madrid[5]
- 2006: “Celia Amorós“, en Mª José Guerra y Ana Hardisson (coords.) 20 pensadoras del siglo XX, Tomo II. Ediciones Nobel
- 2007: “El feminismo árabe de Fatema Mernissi”, en Celia Amorós y Luisa Posada Kubissa (eds.) Feminismo y multiculturalismo. Instituto de la mujer
- 2008: “La epistemologización de la diferencia y la impugnación del paradigma de la igualdad entre los sexos”, en Alicia Puleo (ed.) El reto de la igualdad de género. Nuevas perspectivas en Ética y Filosofía Política. Editorial Biblioteca Nueva
- 2008: “Sobre violencia de género: algunas reflexiones a propósito de la educación y la legislación”, en Rosa Cobo Bedía (coord.) Educar en la ciudadanía: perspectivas feministas. Libros de la Catarata
- 2010: “A manera de introducción”, en Maríán López Fdez.Cao y Luisa Posada Kubissa (eds.) Pensar con Celia Amorós, Editorial Fundamentos
- 2011: “La trata de mujeres en la globalización”, en Celia Amorós y Fernando Quesada (coord.) Las mujeres como sujetos emergentes en la era de la globalización: nuevas modalidades de violencia y nuevas formas de ciudadanía, Instituto de la Mujer-Estudios.
- 2020: "El neofeminismo radical contemporáneo: Millett y Firestone en torno al 68", en Devenires de un acontecimiento: Mayo del 68 cincuenta años después / Rodolfo Gutiérrez Simón (ed. lit.), Andrea Mosquera (ed. lit.), 2020, ISBN 978-956-9522-18-5, págs. 249-262.
- 2021: "Poullain de La Barre, Sartre y el feminismo filosófico de Celia Amorós", Arcana del pensamiento del siglo XX / José Luis Villacañas Berlanga (ed. lit.), Roberto Navarrete Alonso (ed. lit.), Cristina Basili (ed. lit.), 2021, ISBN 9788425447556, págs. 91-110.

## Artículos de revistas
- 1987: “Corolarios a una lectura de Hegel”, en Studium, n.º 1 pp. 141-146
- 1992: “Cuando la razón práctica no es tan pura”, en Isegoria, n.º 6 pp. 17- 36
- 1993: “Kant: ¿un pensador para la diferencia?”, en Hiparquia Asociaión Argentina de Mujeres en Filosofía. VI, pp. 14 – 24[6]
- 1994: “A rebelión do producto (Razón patriarcal, sororidade e pactos entre mulleres”, en Festa da Palabra Silenciada, n.º 8 pp. 32
- 1998: “El patriarcado, del esplendor a la miseria”, en El Viejo Topo, n.º 118 pp. 50-52
- 1999: “De Christine de Pisan a la posmodernidad”, en Isis Internacional, n.º 28 pp. 37-49
- 2001: “Investigación y feminismo hoy en España: apuntes sobre una presencia creciente”, en Revista Internacional de Filosofía Política, n.º 17 pp. 215-224
- 2006: “Diferencia, identidad y feminismo: una aproximación al pensamiento de Luce Irigaray”, en Logos. Anales del Seminario de Metafísica, n.º 39 pp. 181-201
- 2006: “De la diferencia como identidad: génesis y postulados contemporáneos del pensamiento de la diferencia sexual”, en Araucaria. Revista Iberoamericana de Filosofía, Política y Humanidades, n.º 8 pp. 181-201
- 2008: “Otro género de violencia. Reflexiones desde la teoría feminista como teoría crítica”, en Asparkia. Investigació Feminista n.º 19, pp. 57-71
- 2008: "Mujeres, violencia y crimen globalizado". Revista Centroamericana Justicia Penal y Sociedad, n.º 28 y 29 pp. 41
- 2009: "Filosofía y feminismo en Celia Amorós", en Logos. Anales del Seminario de Metafísica, n.º 42, pp. 133-147[7]
- 2010: “Igualdad, epistemología y género: desde un horizonte ético-político”, en Cuadernos de Psicología, volumen 12 n.º 2, pp. 81-91[8]
- 2010: “El camino previo a la Crítica de la razón pura”, en Devenires. Revista de Filosofía y Filosofía de la Cultura. Año XI, pp. 32-52
- 2010: “Otro género de violencia”, en Revista Altamirano-Instituto de Estudios Parlamentarios volumen 38, pp. 133-147
- 2012: “Sobre Kant, Putnam y el realismo interno”, en Anales del Seminario de Historia de la Filosofía, volumen 29 n.º 1, pp. 173-187
- 2013: “Reflexiones sobre trata con fines de explotación sexual”, en Con la A, n.º 26
- 2013: “Para pensar la justicia: propuestas ético-políticas de Nancy Fraser”, en La Marea ediciones. 25.10.2013
- 2013: “Argumentos y contra-argumentos para un debate. Sobre trata y prostitución”, en Ex aequo Revista da Associacio Portugues de Estudos sobre as Mulheres, n.º 26
- 2014: Teoría queer en el contexto español. Reflexiones desde el feminismo”, en Daimon. Revista de Filosofía, n.º 63, pp. 143-155[9]
- 2019: "Reflexiones críticas sobre la prostitución desde el modelo abolicionista", Oñati socio-legal series, ISSN-e 2079-5971, Vol. 9, N.º Extra 1, 2019 (Ejemplar dedicado a: Pornografía y prostitución en el orden patriarcal: perspectivas abolicionistas), págs. 27-39.
- 2019: "Sarah Kofman, Freud y lo femenino", Atlánticas: revista internacional de estudios feministas, ISSN-e 2530-2736, Vol. 4, N.º 1, 2019 (Ejemplar dedicado a: La salud en la teoría y las vindicaciones feministas), págs. 218-239.
- 2020: "Las mujeres y el sujeto político feminista en la cuarta ola", IgualdadES, ISSN-e 2695-6403, Año n.º 2, N.º 2.
- 2021: "Sobre los «vientres de alquiler». Debates y reflexiones desde la crítica feminista", Eunomía: Revista en Cultura de la Legalidad, ISSN-e 2253-6655, N.º 20.